# Bako (Cameroun)
Pour les articles homonymes, voir Bako.
Bako est une localité du Cameroun située dans le département de la Momo et la Région du Nord-Ouest. Elle fait partie de la commune de Njikwa.

## Population
Lors du recensement de 2005, on a dénombré 873 habitants, dont 428 hommes et 445 femmes

## Infrastructures
Bako dispose d'une école primaire, construite en 1975.  